# Musculi intercostales
Musculi intercostales er en gruppe muskler der befinder sig imellem ribbenene der ved deres afslapning og kontraktion hjælper med udvidelse og sammenpresning af lungerne. De er derfor med til at facilitere åndedræt, og betegnes en sekundær åndedrætsmuskel. De findes i tre lag, med nerver og kar imellem disse lag.

## Struktur
Imellem hvert ægte ribben befindes der 3 lag af musculi intercostales, hvorimellem der befinder sig vasa intercostales og nervus intercostales. De tre lag er:
- Musculi intercostales externi, som er den yderste af lagene. De tilhæfter sig langs hele forreste underkant af de første 11 ribben, og forløber så ned til forreste overkant af 2. til 12. ribben. De er i nær kontakt med en anden muskelgruppe, musculi levatores costarum, som de desuden har lignende funktion som. Fibrene forløber nedad og fremad.
- Musculi intercostales interni er lige umiddelbart profundt for intercostales externi, men har en lignende udspring og insertion. De befinder sig dog ikke hele vejen langs ribbene og man finder dorsalt kun membrana intercostalis interna indad mod hvirvlerne i stedet. Fibrene forløber nedad og bagud og krydser dermed externi's fiberretning.
- Musculi intercostales intimi er den inderste af musklerne, som har samme fiberretning og insertion som intercostales interni, men som udspringer længere bagud på ribbenskanten. Der dannes et rum imellem intercostales interni og intimi, hvori nerver og kar forløber.

## Funktion
Den yderste gruppe, intercostales externi, hæver ribbenene og øger dermed brysthulens volumen og kapacitet, hvilket gør det lettere at trække vejret. Intercostales interni og intimi er antagonister til denne bevægelser, og sænker ribbenene, som sænker brysthulens volumen og hjælper med at ekshalere luften i lungerne.